# The Chronological Classics: Henry ''Red'' Allen and His Orchestra 1933-1935
| Recensione | Giudizio |
| ---------- | -------- |
| AllMusic   | [ 1 ]    |

The Chronological Classics: Henry Red Allen and His Orchestra 1933-1935 è una Compilation del trombettista e bandleader jazz statunitense Henry Red Allen, pubblicato dall'etichetta discografica francese Classics Records nel 1990.

## Tracce

### CD
1. You're Gonna Lose Your Gal – 3:00 (Joe Young, Jimmy Monaco) – Registrato il 9 novembre 1933 a New York
2. Dark Clouds – 3:03 (Allen Boretz, Walter G. Samuels) – Registrato il 9 novembre 1933 a New York
3. My Galveston Gal – 3:03 (Basil Adlam) – Registrato il 9 novembre 1933 a New York
4. I Wish I Were Twins – 2:45 (Frank Loesser, Edgar DeLange, Joseph Meyer) – Registrato il 1º maggio 1934 a New York
5. I Never Slept a Wink Last Night – 2:56 (Andy Razaf, Nat Simon) – Registrato il 1º maggio 1934 a New York
6. Why Don't You Practice What You Preach? – 3:03 (Maurice Sigler, Al Goodhart, Al Hoffman) – Registrato il 1º maggio 1934 a New York
7. Don't Let Your Love Go Wrong – 2:45 (George Whiting, Nat Schwartz, Jay Cee Johnson) – Registrato il 1º maggio 1934 a New York
8. There's a House in Harlem for Sale – 2:47 (Jimmy Van Heusen, Jerry Arlen) – Registrato il 28 luglio 1934 a New York
9. Pardon My Southern Accent – 3:03 (Autore ignoto) – Registrato il 28 luglio 1934 a New York
10. Rug Cutter Swing – 2:43 (Henry Allen) – Registrato il 28 luglio 1934 a New York
11. How's About Tomorrow Night? – 2:53 (Autore ignoto) – Registrato il 28 luglio 1934 a New York
12. Believe It, Beloved – 3:08 (George Whiting, Nat Schwartz, Jay Cee Johnson) – Registrato il 23 gennaio 1935 a New York
13. It's Written All Over Your Face – 3:08 (Nat Schwartz, Basil Adlam) – Registrato il 23 gennaio 1935 a New York
14. (We're Gonna Have) Smooth Sailing – 2:53 (Al Sherman, Al Lewis, Milton Ager) – Registrato il 23 gennaio 1935 a New York
15. Whose Honey Are You? – 2:45 (Haven Gillespie, J. Fred Coots) – Registrato il 23 gennaio 1935 a New York
16. Rosetta – 3:08 (Earl Hines, William Henri Woode) – Registrato il 29 aprile 1935 a New York
17. Body and Soul – 3:07 (Edward Heyman, Robert Sour, Frank Eyton, Johnny Green) – Registrato il 29 aprile 1935 a New York
18. I'll Never Say "Never Again" Again – 2:58 (Harry M. Woods) – Registrato il 29 aprile 1935 a New York
19. Get Rhythm in Your Feet (And Music in Your Soul) – 2:45 (J. Russel Robinson, Bill Livingston) – Registrato il 29 aprile 1935 a New York
20. Dinah Lou – 2:39 (Ted Koehler, Rube Bloom) – Registrato il 19 luglio 1935 a New York
21. Roll Along, Prairie Moon – 2:49 (Ted Fio Rito, Harry MacPherson, Albert Von Tilzer) – Registrato il 19 luglio 1935 a New York
22. I Wished on the Moon – 2:41 (Dorothy Parker, Ralph Rainger) – Registrato il 19 luglio 1935 a New York
23. Truckin' – 2:50 (Ted Koehler, Rube Bloom) – Registrato il 19 luglio 1935 a New York

- Brano: Why Don't You Practice What You Preach? nelle note del disco viene erroneamente attribuito a: George Whiting, Nat Schwartz, Jay Cee Johnson
- Brano: Don't Let Your Love Go Wrong nelle note del disco viene erroneamente attribuito a: Maurice Sigler, Al Goodhart, Al Hoffman
- Brano: Pardon My Southern Accent in alcune fonti viene attribuito a: Johnny Mercer e Matty Malneck
- Brano: How's About Tomorrow Night? in alcune fonti viene attribuito a: Ted Koehler e Rube Bloom

## Musicisti
You're Gonna Lose Your Gal / Dark Clouds / My Galveston Gal

Henry Allen - Coleman Hawkins and Their Orchestra
- Henry Allen – tromba, voce
- Benny Morton – trombone
- Edward Inge – clarinetto, sassofono alto
- Coleman Hawkins – sassofono tenore
- Horace Henderson – piano
- Bernard Addison – banjo, chitarra
- Bob Ysaguirre – contrabbasso
- Manzie Johnson – batteria

I Wish I Were Twins / I Never Slept a Wink Last Night / Why Don't You Practice What You Preach? / Don't Let Your Love Go Wrong

Henry Allen and His Orchestra
- Henry Allen – tromba, voce
- Dicky Wells – trombone
- Buster Bailey – clarinetto
- Hilton Jefferson – sassofono alto
- Horace Henderson – piano
- Lawrence Lucie – chitarra
- John Kirby – tuba
- Walter Johnson – batteria

There's a House in Harlem for Sale / Pardon My Southern Accent / Rug Cutter Swing / How's About Tomorrow Night?

Henry Allen and His Orchestra
- Henry Allen – tromba
- Henry Allen – voce (brani: Pardon My Southern Accent e How's About Tomorrow Night?)
- Keg Johnson – trombone (brani: There's a House in Harlem for Sale e Pardon My Southern Accent)
- Claude Jones – trombone (brani: Rug Cutter Swing e How's About Tomorrow Night?)
- Buster Bailey – clarinetto
- Hilton Jefferson – sassofono alto
- Horace Henderson – piano
- Lawrence Lucie – chitarra
- Elmer James – contrabbasso
- Walter Johnson – batteria

Believe It, Beloved / It's Written All Over Your Face / (We're Gonna Have) Smooth Sailing / Whose Honey Are You?

Henry Allen and His Orchestra
- Henry Allen – tromba
- Henry Allen – voce (brani: Believe It, Beloved, (We're Gonna Have) Smooth Sailing e Whose Honey Are You?)
- Pee Wee Erwin – tromba
- George Washington – trombone
- Buster Bailey – clarinetto
- Luis Russell – piano
- Danny Barker – chitarra
- Pops Foster – contrabbasso
- Paul Barbarin – batteria

Rosetta / Body and Soul / I'll Never Say "Never Again" Again / Get Rhythm in Your Feet (And Music in Your Soul)

Henry Allen and His Orchestra
- Henry Allen – tromba
- Henry Allen – voce
- Dicky Wells – trombone
- Cecil Scott – clarinetto
- Chu Berry – sassofono tenore
- Horace Henderson – piano, arrangiamenti
- Bernard Addison – chitarra
- John Kirby – contrabbasso
- George Stafford – batteria

Dinah Lou / Roll Along, Prairie Moon / I Wished on the Moon / Truckin'

Henry Allen and His Orchestra
- Henry Allen – tromba
- Henry Allen – voce
- J. C. Higginbotham – trombone
- Albert Nicholas – clarinetto
- Cecil Scott – sassofono tenore
- Horace Henderson – piano, arrangiamenti
- Lawrence Lucie – chitarra
- Elmer James – contrabbasso
- Kaiser Marshall – batteria[2]